# John Newlands (Politiker)

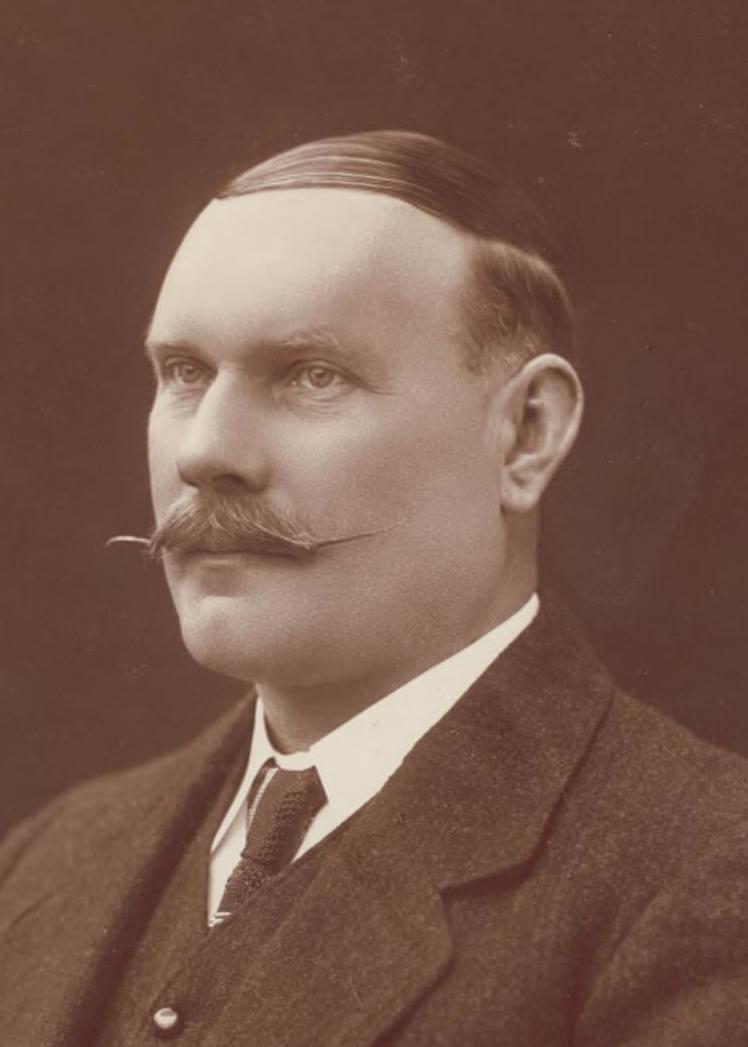
John Newlands (1910)

Hon. Sir John Newlands, KCMG, CBE (abweichende Namensführung von 1884 bis 1926: John Newland; * 4. August 1864 in Dallaschyle, Cawdor, Nairnshire, Schottland; † 20. Mai 1932 in Glenelg, South Australia) war ein australischer Gewerkschaftsfunktionär und Politiker der Australian Labor Party, der National Labor Party, Nationalist Party of Australia und zuletzt der United Australia Party (UAP), der unter anderem zwischen 1906 und 1912 Mitglied des South Australian House of Assembly sowie von 1911 bis 1912 Vorsitzender der Ausschüsse und dadurch stellvertretender Sprecher des House of Assembly war. Er fungierte zudem zwischen 1913 und seinem Tode als Bundessenator sowie von 1926 bis 1929 als Präsident des Australischen Senats.

## Leben

### Eisenbahnarbeiter, Gewerkschaftsfunktionär und Mitglied desSouth Australian House of Assembly
John Newlands, Sohn des Landarbeiters Andrew Newlands und dessen Ehefrau Ann Stunar, besuchte eine Schule in Croy und arbeitete dann in verschiedenen Bereichen als Arbeiter. 1883 wanderte er nach New South Wales aus und ließ sich dann Adelaide in South Australia nieder, wo er bei der Kolonialregierung eine vorübergehende Unterkunft für mittellose Einwanderer suchte. 1884 trat Newland, der sich für diese Version seines Nachnamens entschied, als Lampenputzer beim staatlichen Eisenbahnunternehmen South Australian Railways ein und arbeitete nacheinander als Gepäckträger, Rangierer, Schaffner, Stellwerkswärter und Wachmann. Er war vierzehn Jahre lang Schlafwagenschaffner auf der Strecke Broken Hill-Terowie und trat 1887 der Vereinigten Eisenbahn- und Straßenbahndienstgewerkschaft ARTSA (Amalgamated Railway and Tramway Service Association) bei und war in den 1890er Jahren mehrere Jahre lang deren Vorsitzender. Im Juni 1899 wurde er Mitglied sowie zwischen 1903 und 1904 Vorsitzender des Bezirksrates von Terowie (District Council of Terowie), musste jedoch 1905 von seinem Mandat als Mitglied des District Council of Terowie zurücktreten, nachdem die Regierung entschieden hatte, dass Eisenbahnarbeiter nicht für den Dienst in lokalen Regierungsgremien zugelassen seien. Daneben engagierte er sich seit September 1901 als Friedensrichter (Justice of the Peace) sowie von Mai 1904 bis November 1906 als gewählter Arbeitnehmervertreter im Railways Appeal Board, der Beschwerdekammer der Eisenbahnen.
Bei der Wahl am 3. November 1906 wurde Newland für die Australian Labor Party (ALP) im damaligen Drei-Personen-Wahlkreis Burra Burra erstmals zum Mitglied des South Australian House of Assembly gewählt, des Unterhauses des Parlaments von South Australia, und konnte sich dabei gegen den bisherigen Wahlkreisinhaber Ben Rounsevell durchsetzen. Er vertrat diesen Wahlkreis bis zu seiner Niederlage gegen Robert Otto Homburg von der Liberal Union bei der Wahl am 10. Februar 1912. Während seiner Mitgliedschaft im House of Assembly wurde er am 21. November 1911 als Nachfolger seines Parteifreundes Harry Jackson als Deputy Speaker and Chairman of Committees zum stellvertretenden Sprecher und Vorsitzenden der Ausschüsse der Legislativversammlung gewählt und bekleidete diese Funktionen bis zum 9. Februar 1912, woraufhin Samuel Bruce Rudall von der Liberal Union diese Funktionen am 19. März 1912 übernahm.

### Bundessenator und Präsident des Australischen Senats

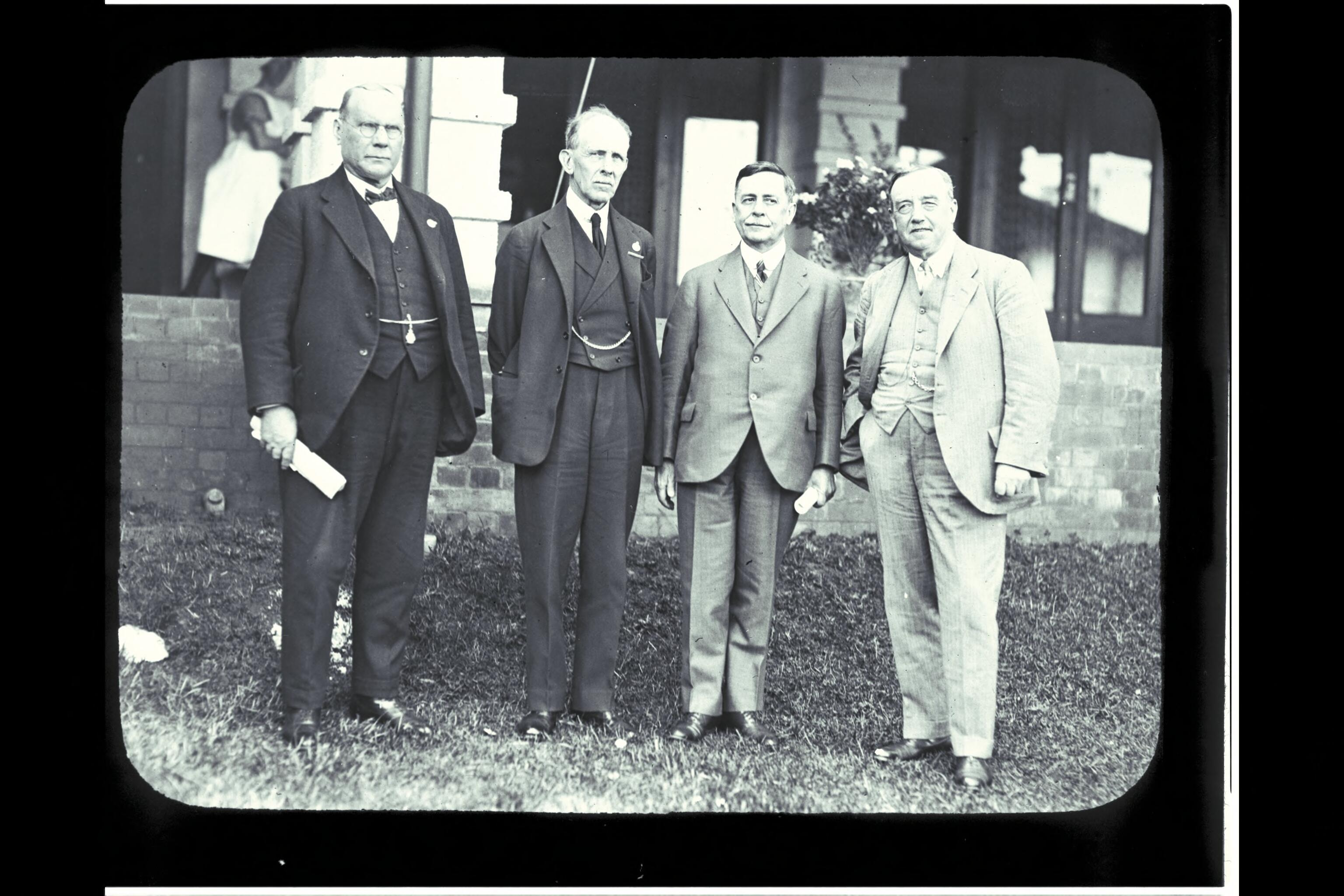
Teilnehmer einer Sitzung der Empire Parliamentary Association in Australien im Oktober 1926 (v. l. n. r.): John Newlands, Präsident des australischen Senats; James Gascoyne-Cecil, 4. Marquess of Salisbury, Führer des britischen Oberhauses; Littleton Groom, Sprecher des australischen Repräsentantenhauses; Arthur Henderson, Chief Whip der Labour Party im britischen Unterhaus.

Am 1. Juli 1913 wurde John Newland für die ALP erstmals zum Mitglied des Australischen Senats gewählt und vertrat in diesem nach seinen Wiederwahlen 1914, 1919 und 1925 bis zu seinem Tode am 20. Mai 1932 die Interessen des Bundesstaates South Australia. Er war zwischen dem 22. Oktober 1914 und dem 14. November 1916 Mitglied des Exekutivvorstandes der ALP-Fraktion im Australischen Parlament. Im Zuge des Streits über die Einführung der Wehrpflicht in Australien im Ersten Weltkrieg trat er am 14. November 1916 aus der Labour Party aus und schloss sich zunächst der National Labor Party an, ehe er am 17. Februar 1917 zur Nationalist Party of Australia wechselte. Zu Beginn seiner Senatszugehörigkeit wurde er am 9. August 1914 Mitglied des Ständigen Druckereiausschusses des Senats und gehörte diesem mit einer kurzen Unterbrechung bis zum 21. März 1923 an. Daneben fungierte er zwischen dem 25. September 1917 und dem 6. November 1922 als stellvertretender Vorsitzender des Gemeinsamer gesetzlichen Ausschusses für öffentliche Arbeiten, dem er vom 28. Februar 1923 bis zum 3. Oktober 1925 noch einmal als Mitglied angehörte. Für seine Rekrutierungsdienste während des Krieges wurde er am 19. Oktober 1920 zum Commander des Order of the British Empire (CBE) ernannt.

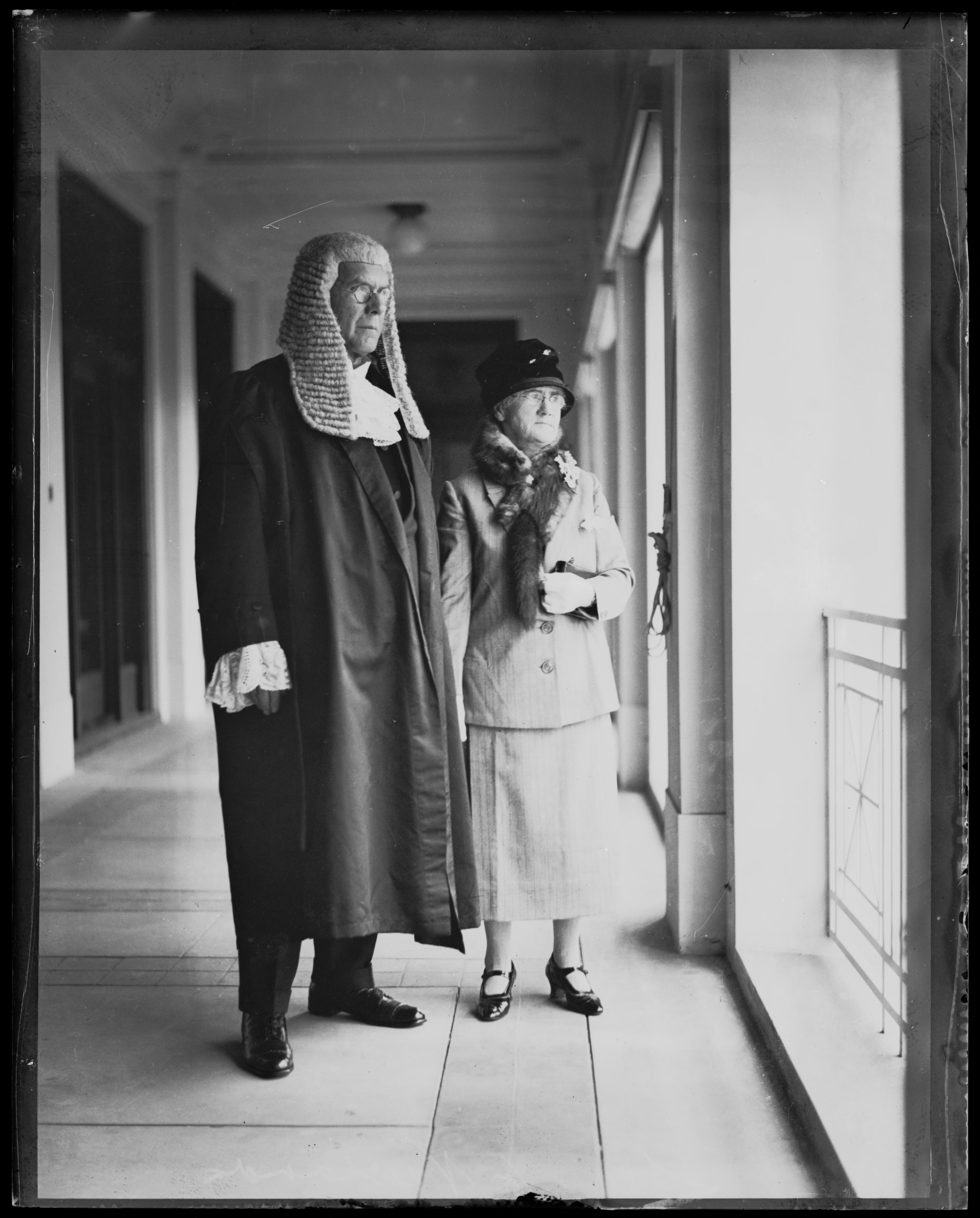
Senatspräsident John Newlands mit seiner Ehefrau Theresa Glassey Newlands (1926)

Als Nachfolger von Thomas Bakhap übernahm Newland am 5. Juli 1923 den Posten als Vorsitzender der Ausschüsse (Chairman of Committees) und bekleidete diesen bis zum 30. Juni 1926, woraufhin William Plain ihn ablöste. Des Weiteren war er zwischen dem 6. Juli 1923 und dem 28. September 1925 Mitglied des Ständigen Hauptausschusses und vom 6. Juli 1923 bis zum 30. Juni 1926 auch Mitglied des Ständigen Geschäftsordnungsausschusses des Senats.
Am 1. Juli 1926 übernahm John Newlands, der auch wieder seinen ursprünglichen Namen Newlands angenommen hatte, von Thomas Givens das Amt als President of the Senate und fungierte damit bis zum 13. August 1929 als Präsident des Senats, des Oberhauses des Australischen Parlaments, woraufhin Walter Kingsmill seine Nachfolge antrat. Daneben fungierte er zwischen dem 1. Juli 1926 und dem 13. August 1929 in Personalunion als Vorsitzender des Ständigen Hauptausschusses, als Vorsitzender des Ständigen Ausschusses für die Parlamentsbibliothek sowie als Vorsitzender des Ständigen Geschäftsordnungsausschusses des Senats. Für seine Verdienste als Senatspräsident wurde er am 8. Juli 1927 als Knight Commander des Order of St Michael and St George (KCMG) nobilitiert, wodurch er fortan das Prädikat „Sir“ führte. Er fungierte zwischen dem 28. August 1929 und dem 16. September 1929 noch einmal als Vorsitzender des Ständigen Ausschusses für die Parlamentsbibliothek und trat zuletzt am 5. Mai 1931 der United Australia Party (UAP) bei.
Aus seiner am 27. Februar 1884 in Adelaide geschlossenen Ehe mit Theresa Glassey gingen drei Söhne und eine Tochter hervor.

## Hintergrundliteratur
- Parliament of South Australia: Statistical Record of the Legislature 1836–2007 (Memento vom 11. März 2019 im Internet Archive)